# David Campbell (Komponist)
David Campbell (* 1959) ist ein kanadischer Komponist, Arrangeur und Gitarrist.
Campbell begann im Alter von fünfzehn Jahren Gitarre zu spielen. Etwa zur gleichen Zeit begann er die Komposition seiner ersten Sinfonie. 1979 ging er nach Vancouver, wo er Gitarre und Bass in verschiedenen Bands spielte. Von 1983 bis 1985 arbeitete er bei der Canadian Pacific Railway. Danach studierte er sechs Jahre am Humber College Komposition, Arrangement, Gitarre und Orchestration. Seine Lehrer waren Ron Collier, Paul Read, Dave Stillwell, Clarke Anderson und Art Maiste und die Gitarristen Peter Harris, Tony Zorzi und Mark Crawford.
Danach schrieb er Arrangements für verschiedene Bands in Toronto und komponierte für das Fernsehen. Ab 2003 wandte er sich verstärkt elektroakustischen Liveaufführungen und improvisierter Musik auf der Gitarre zu. Daneben arbeitete er stetig an der Komposition sinfonischer und kammermusikalischer Werke. Das Canada Council erteilte ihm Kompositionsaufträge für zwei Sinfonien, drei Streichquartette und eine Reihe kleinerer Werke.

## Werke
- Symphony # 1 “Three Nights of the Full Moon” für großes Orchester, Saxophonquartett, Perkussionsensemble und gemischten Chor, (1977) 1979–2003
- House of Stairs für Gitarren- und Perkussionsensemble, 1984
- The Rebel Wheel Broadcasts, Buch mit Stücken für Holz- und Blechbläser-, Streich- und Perkussionsensemble, 1984–94
- Reverend Stink-finger für Tonband und Sampler, 1985
- String Quartet # 1, 1991
- Symphony # 2 “Three Roads to Thunder Bay” für kleines Orchester und Off-Stage-Soprane, 1991–93
- Symphony # 3 “Laura’s Symphony” für großes Orchester, 1993
- String Quartet # 2, 1994
- String Quartet # 3, 2000
- Orchestral Song-set # 1 “Alterwise by Owl-light” nach Texten von Dylan Thomas und Jack Kerouac für kleines Orchester und gemischten Chor, 2001–02
- Symphony # 4 “The Jagged City” für kleines Orchester und Sampler, 2002
- String Quartet # 3, 2003
- Orchestral Song-set # 2 “The Petrarch Loop” nach Texten von E. E. Cummings und Francesco Petrarca für kleines Orchester und gemischten Chor, 2003
- Vostok-Sputnik Diaries für Tonbandschleifen, 2003
- Fold I, II,& III für Elektronik, 2005
- Clamorous Guitars für elektrische Gitarre und Elektronik, 2005
- Cough! für Tonband und Instrumentalensemble, 2005
- The Futile Etudes für Tonband und Streichquartett, 2005

## Weblink
- Homepage von David Campbell (Memento vom 1. Januar 2014 im Internet Archive)

## Quelle
- Vox Novus - David Campbell

| Personendaten    | Personendaten                                  |
| ---------------- | ---------------------------------------------- |
| NAME             | Campbell, David                                |
| KURZBESCHREIBUNG | kanadischer Komponist, Arrangeur und Gitarrist |
| GEBURTSDATUM     | 1959                                           |